# Pierre-Yves Barré
Pour les articles homonymes, voir Barré.
Pierre-Yves Barré (né le 17 avril 1749 à Paris où il est mort le 2 mai 1832) est un vaudevilliste, poète, chansonnier et goguettier français.

## Biographie
Il est d'abord avocat au Parlement, puis greffier à Pau. Neveu du chansonnier Pierre Laujon, il s'oriente vers le théâtre. De concert avec Pierre-Antoine-Augustin de Piis, il fonde en 1792 le théâtre du Vaudeville, alors rue de Chartres-Saint-Honoré. Bonaparte est alors « mécontent de son parterre à cause des allusions anti-républicaines qu'il y fait tous les soirs ». En 1796, Barré, qui a déjà participé auparavant à la société chantante de la Dominicale, est à l'origine de la création de la société chantante des dîners du Vaudeville, qui existe jusqu'en 1802. Elle va compter parmi ses membres Jean-Baptiste Radet, Desfontaines-Lavallée, de Piis, Pierre Laujon, Emmanuel Dupaty, Joseph-Alexandre de Ségur, Armand Gouffé. En 1805, Barré est mandé à Boulogne-sur-Mer pour distraire les officiers de l'armée du débarquement en Angleterre.
Directeur du théâtre du Vaudeville jusqu'en 1815, il est remplacé par Marc-Antoine-Madeleine Désaugiers. Barré a enrichi d'un grand nombre de vaudevilles le répertoire de ce théâtre. Il a aussi composé de joyeuses chansons.

## Œuvres
Théâtre
- La Bonne femme, ou le Phénix, parodie d'Alceste, en 2 actes, en vers mêlés de vaudevilles et de danses, avec Pierre-Antoine-Augustin de Piis, Jean-Baptiste-Denis Desprès et Louis-Pierre-Pantaléon Resnier, Paris, Comédiens italiens ordinaires du Roi, 7 juillet 1776
- L'Opéra de province, nouvelle parodie d'Armide, en 2 actes et en vers, mêlés de vaudeville, avec Pierre-Antoine-Augustin de Piis, Jean-Baptiste-Denis Desprès et Louis-Pierre-Pantaléon Resnier, Paris, Comédiens italiens ordinaires du roi, 17 décembre 1777
- Cassandre oculiste, ou l'Oculiste dupe de son art, comédie-parade en 1 acte et en vaudevilles, avec Pierre-Antoine-Augustin de Piis, Paris, Comédiens italiens ordinaires du Roi, 30 mai 1780
- Aristote amoureux, ou le Philosophe bridé, opéra-comique, en un acte et en vaudevilles, avec Pierre-Antoine-Augustin de Piis, Paris, Comédiens italiens ordinaires du Roi, 11 août 1780
- Les Vendangeurs, ou les Deux Baillis, divertissement en 1 acte et en vaudevilles, avec Pierre-Antoine-Augustin de Piis, Paris, Comédiens italiens ordinaires du Roi, 7 novembre 1780
- Cassandre astrologue, ou le Préjugé de la sympathie, comédie-parade en 1 acte et en vaudevilles, avec Pierre-Antoine-Augustin de Piis, devant Monsieur frère du Roi à Brunoi, le 23 novembre 1780
- Étrennes de Mercure, ou le Bonnet magique, opéra-comique en 3 actes et en vaudeville, avec Pierre-Antoine-Augustin de Piis, Paris, Comédiens italiens ordinaires du Roi, 1er janvier 1781
- La Matinée et la Veillée villageoises, ou le Sabot perdu, divertissement en 2 actes et en vaudevilles, avec Pierre-Antoine-Augustin de Piis, devant Leurs Majestés à Paris, 27 mars 1781
- Le Printemps, divertissement pastoral en 1 acte et en vaudevilles, avec Pierre-Antoine-Augustin de Piis, devant Leurs Majestés à Marly, 19 mai 1781
- Les Deux Porteurs de chaise, comédie-parade en 1 acte et en vaudevilles, avec Pierre-Antoine-Augustin de Piis, Paris, Comédiens italiens ordinaires du Roi, 26 juillet 1781
- Les Amours d'été, divertissement en 1 acte et en vaudevilles, avec Pierre-Antoine-Augustin de Piis, Château de la Muette, 20 septembre 1781
- Le Gâteau à deux fèves, divertissement en 1 acte et en vaudevilles, avec Pierre-Antoine-Augustin de Piis, Paris, Comédiens italiens ordinaires du Roi, 6 janvier 1782
- Le Mariage in extremis, comédie en 1 acte et en vers, avec Pierre-Antoine-Augustin de Piis, Paris, Comédiens italiens ordinaires du Roi, 5 novembre 1782
- L'Oiseau perdu et retrouvé, ou la Coupe des foins, opéra-comique en 1 acte et en vaudevilles, avec Pierre-Antoine-Augustin de Piis, Paris, Comédiens italiens ordinaires du Roi, 5 novembre 1782
- Les Voyages de Rosine, opéra-comique en 2 actes, en vaudevilles, tiré d'un conte d'Alexis Piron, avec Pierre-Antoine-Augustin de Piis, Paris, Comédiens italiens ordinaires du roi, 20 mai 1783
- Les Quatre Coins, opéra-comique en 1 acte, en vaudevilles, avec Pierre-Antoine-Augustin de Piis, devant Leurs Majestés à Fontainebleau, 1783
- Léandre-Candide, ou les Reconnaissances, comédie-parade en 2 actes, en prose et en vaudevilles, avec Pierre-Antoine-Augustin de Piis et Jean-René Rosières, Paris, Comédiens italiens ordinaires du Roi, 27 juillet 1784
- Les Docteurs modernes, comédie-parade en 1 acte et en vaudevilles, suivie du Baquet de santé, divertissement analogue mêlé de couplets, avec Jean-Baptiste Radet, Paris, Comédiens italiens ordinaires du Roi, 16 novembre 1784
- Renaud d'Ast, comédie en 2 actes et en prose, mêlée d'ariettes, avec Jean-Baptiste Radet, musique de Nicolas Dalayrac, Paris, Comédiens italiens ordinaires du Roi, 19 juillet 1787
- Candide marié, ou Il faut cultiver son jardin, comédie en 2 actes, en prose et vaudevilles, avec Jean-Baptiste Radet, Paris, Comédiens italiens ordinaires du Roi, 20 juin 1788
- Arlequin afficheur, comédie-parade en 1 acte, en prose mêlée de vaudeville, avec Desfontaines-Lavallée, Paris, Théâtre du Vaudeville, 9 avril 1792
- Le Projet manqué, ou Arlequin taquin, parodie de Lucrèce, en 1 acte, en prose et en vaudevilles, avec Jean-Baptiste Radet et Desfontaines-Lavallée, Paris, Théâtre du Vaudeville, 18 mai 1792
- Arlequin Cruello, parodie d'Othello de Jean-François Ducis, en deux actes et en prose, mêlée de vaudevilles, avec Jean-Baptiste Radet et Desfontaines-Lavallée, Paris, Théâtre du Vaudeville, 13 décembre 1792
- La Chaste Suzanne, pièce en 2 actes, mêlée de vaudevilles, avec Jean-Baptiste Radet et Desfontaines-Lavallée, Paris, Théâtre du Vaudeville, 5 janvier 1793
- Colombine mannequin, comédie-parade en 1 acte, en prose, mêlée de vaudeville, avec Jean-Baptiste Radet et Desfontaines-Lavallée, Paris, Théâtre du Vaudeville, 15 février 1793
- L'Union villageoise, scène patriotique, en prose et vaudevilles, avec Pierre-Antoine-Augustin de Piis et Desfontaines-Lavallée, Paris, Théâtre du Vaudeville, 9 août 1793
- L'Heureuse Décade, divertissement patriotique en 1 acte et en vaudevilles, avec François-Pierre-Auguste Léger et Jean-René Rosières, Paris, Théâtre du Vaudeville, 26 octobre 1793
- Le Sourd guéri, ou les Tu et les Vous, comédie en 1 acte, mêlée de vaudevilles, avec François-Pierre-Auguste Léger, Paris, Théâtre du Vaudeville, 31 janvier 1794
- Favart aux Champs-Élysées, avec Jean-Baptiste Radet et Desfontaines-Lavallée, Paris, Théâtre du Vaudeville, 26 juin 1793
- Abuzar, ou la Famille extravagante, parodie d'Abufar ou la Famille arabe, en 1 acte, en prose et en vaudevilles, avec Jean-Baptiste Radet et Desfontaines-Lavallée, Paris, Théâtre du Vaudeville, 15 mai 1795
- La Danse interrompue, vaudeville en 1 acte, avec Maurice Ourry, Paris, Théâtre du Vaudeville, 4 septembre 1795
- Le Mur mitoyen, ou le Divorce manqué, comédie-vaudeville en 1 acte, avec Bourgueil, Paris, Théâtre du Vaudeville, 22 février 1796
- Le Mariage de Scarron, comédie en 1 acte et en prose, mêlée de vaudevilles, avec Jean-Baptiste Radet et Desfontaines-Lavallée, Paris, Théâtre du Vaudeville, 8 mai 1797
- Le Pari, divertissement en 1 acte, en prose et en vaudevilles, à l'occasion de la paix, avec Jean-Baptiste Radet, Desfontaines-Lavallée, Jean-Baptiste-Denis Desprès et Jacques-Marie Deschamps, Paris, Théâtre du Vaudeville, 28 octobre 1797
- Voltaire ou la journée de Ferney, comédie en 2 actes, mêlée de vaudevilles, avec Jean-Baptiste Radet et Desfontaines-Lavallée, Paris, Théâtre du Vaudeville, 19 février 1798
- Hommage du petit Vaudeville au grand Racine, vaudeville en 1 acte, avec Pierre-Antoine-Augustin de Piis, André-François de Coupigny, Jean-Baptiste Radet et Desfontaines-Lavallée, Paris, Théâtre du Vaudeville, 21 mai 1798
- Jean-Jacques Rousseau dans son ermitage, ou la Vallée de Montmorency, vaudeville en 3 actes, avec Pierre-Antoine-Augustin de Piis, Jean-Baptiste Radet et Desfontaines-Lavallée, Paris, Théâtre du Vaudeville, 11 juin 1798
- Monet directeur de l'Opéra-comique, comédie en un acte et en vaudevilles, avec Jean-Baptiste Radet et Desfontaines-Lavallée, Paris, Théâtre du Vaudeville, 22 juillet 1799
- La Girouette de Saint-Cloud, impromptu en 1 acte, en prose, mêlé de vaudevilles, avec Jean-Baptiste Radet, Desfontaines-Lavallée et Emmanuel Dupaty, Paris, Théâtre du Vaudeville, 14 novembre 1799
- M. Guillaume, ou le Voyageur inconnu, comédie en 1 acte et en prose mêlée de vaudevilles, avec Jean-Baptiste Radet, Desfontaines-Lavallée et Bourgueil, Paris, Théâtre du Vaudeville, 1er février 1800
- Gessner, comédie en 2 actes et en prose, mêlée de vaudevilles, avec Jean-Baptiste Radet, Desfontaines-Lavallée et Bourgueil, Paris, Théâtre du Vaudeville, 31 mai 1800
- La Récréation du monde, suite de La Création, mélodrame, musique de Joseph Haydn, mêlée de vaudevilles, avec Jean-Baptiste Radet et Desfontaines-Lavallée, Paris, Théâtre du Vaudeville, 29 décembre 1800
- Enfin nous y voilà, divertissement en 1 acte, avec Jean-Baptiste Radet et Desfontaines-Lavallée, Paris, Théâtre du Vaudeville, 18 février 1801
- La Tragédie au Vaudeville, en 1 acte et en prose, mêlée de couplets, suivi de Après la confession, la pénitence, petit épilogue à l'occasion d'un grand prologue, avec Jean-Baptiste Radet et Desfontaines-Lavallée, Paris, Théâtre du Vaudeville, 18 mars 1801
- Le Peintre français à Londres, comédie anecdotique en 1 acte et en prose, mêlée de vaudevilles, avec Jean-Baptiste Radet, Desfontaines-Lavallée et Bourgueil, Paris, Théâtre du Vaudeville, 17 avril 1802
- Chapelain, ou la Ligue des auteurs contre Boileau, comédie-vaudeville en 1 acte et en prose, avec Jean-Baptiste Radet et Desfontaines-Lavallée, Paris, Théâtre du Vaudeville, 22 décembre 1802
- Duguay-Trouin, prisonnier à Plymouth, fait historique en 2 actes, avec Jean-Baptiste Radet, Desfontaines-Lavallées et Saint-Félix, Paris, Théâtre du Vaudeville, 14 avril 1803
- Cassandre-Agamemnon et Colombine-Cassandre, parodie d'Agamemnon, en 1 acte, en prose, mêlée de vaudevilles, avec Desfontaines-Lavallée et Armand Gouffé, Paris, Théâtre du Vaudeville, 2 décembre 1803
- La Tapisserie de la reine Mathilde, comédie en 1 acte, en prose, mêlée de vaudevilles, avec Jean-Baptiste Radet et Desfontaines-Lavallée, Paris, Théâtre du Vaudeville, 14 janvier 1804
- Bertrand Duguesclin et sa sœur, comédie en 2 actes et en prose mêlée de vaudevilles, avec Jean-Baptiste Radet et Desfontaines-Lavallée, Paris, Théâtre du Vaudeville, 25 novembre 1804
- Sophie Arnould, comédie en 3 actes et en prose, mêlée de vaudevilles, avec Jean-Baptiste Radet et Desfontaines-Lavallée, Paris, Théâtre du Vaudeville, janvier 1805
- Le Vaudeville au camp de Boulogne, prologue impromptu, avec Jean-Baptiste Radet et Desfontaines-Lavallée, Boulogne-sur-mer, 17 août 1805
- Les Écriteaux, ou René Le Sage à la foire Saint-Germain, pièce anecdotique en 2 actes et en prose, mêlée de vaudevilles, avec Jean-Baptiste Radet et Desfontaines-Lavallée, Paris, Théâtre du Vaudeville, décembre 1805
- Les Deux n'en font qu'un, comédie en 1 acte et en prose, mêlée de vaudevilles, suivie d'un divertissement à l'occasion de la paix, avec Jean-Baptiste Radet et Desfontaines-Lavallée, Paris, Théâtre du Vaudeville, 31 janvier 1806
- Omazette, ou Jozet en Champagne, parodie d'Omasis, ou Joseph en Égypte, vaudeville en 1 acte, avec Jean-Baptiste Radet, Desfontaines-Lavallée et Michel Dieulafoy, Paris, Théâtre du Vaudeville, 6 octobre 1806
- Le Rêve, ou la Colonne de Rosback, divertissement de circonstance, en prose et en vaudevilles, avec Jean-Baptiste Radet et Desfontaines-Lavallée, Paris, Théâtre du Vaudeville, 15 novembre 1806
- Le Château et la chaumière, ou les Arts et la reconnaissance, comédie en trois actes, avec Jean-Baptiste Radet et Desfontaines-Lavallée, Paris, Théâtre du Vaudeville, 22 janvier 1807
- Le Mai des jeunes filles, ou Un passage de militaires, divertissement en 1 acte, avec Jean-Baptiste Radet et Desfontaines-Lavallée, Paris, Théâtre du Vaudeville, 1er mai 1807
- L'Île de la Mégalantropogénésie, ou les Savants de naissance, vaudeville en 1 acte, avec Jean-Baptiste Radet, Desfontaines-Lavallée et Michel Dieulafoy, Paris, Théâtre du Vaudeville, 26 mai 1807
- L'Hôtel de la Paix, rue de la Victoire, à Paris, comédie-vaudeville en 1 acte, avec Jean-Baptiste Radet, Desfontaines-Lavallée et Michel Dieulafoy, Paris, Théâtre du Vaudeville, 3 juillet 1807
- Le Peintre français en Espagne, ou le Dernier Soupir de l'Inquisition, comédie-vaudeville en 1 acte, avec Jean-Baptiste Radet et Desfontaines-Lavallée, Paris, Théâtre du Vaudeville, 11 mars 1809
- Le Procès du Fandango, ou la Fandangomanie, comédie-vaudeville en 1 acte, avec Jean-Baptiste Radet et Desfontaines-Lavallée, Paris, Théâtre du Vaudeville, 8 mai 1809
- Lantara, ou le Peintre au cabaret, vaudeville en 1 acte, avec Jean-Baptiste Radet, Desfontaines-Lavallée et Louis Picard, Paris, Théâtre du Vaudeville, 2 octobre 1809[5]
- M. Durelief, ou Petite revue des embellissements de Paris, en prose et en vaudevilles, avec Jean-Baptiste Radet et Desfontaines-Lavallée, Paris, Théâtre du Vaudeville, 9 juin 1810
- Les Deux lions, vaudeville en 1 acte, avec Jean-Baptiste Radet, Desfontaines-Lavallée et Louis-Benoît Picard, Paris, Théâtre du Vaudeville, 2 octobre 1810
- La Nouvelle télégraphique, vaudeville en 1 acte, avec Jean-Baptiste Radet et Desfontaines-Lavallée, Paris, Théâtre du Vaudeville, 21 mars 1811
- Les Deux Edmond, comédie en 2 actes et en prose, mêlée de vaudevilles, avec Jean-Baptiste Radet et Desfontaines-Lavallée, Paris, Théâtre du Vaudeville, 18 avril 1811
- Laujon de retour à l'ancien Caveau, vaudeville en 1 acte, avec Jean-Baptiste Radet et Desfontaines-Lavallée, Paris, Théâtre du Vaudeville, 2 décembre 1811
- Les Amazones et les Scythes, ou Sauter le fossé, comédie en deux actes, avec Jean-Baptiste Radet et Desfontaines-Lavallée, Paris, Théâtre du Vaudeville, 19 décembre 1811
- Les Limites, comédie en 1 acte, mêlée de vaudevilles, avec Jean-Baptiste Radet et Desfontaines-Lavallée, Paris, Théâtre du Vaudeville, 19 septembre 1812
- Gaspard l'avisé, comédie-anecdote en 1 acte, en prose et en vaudevilles, avec Jean-Baptiste Radet et Desfontaines-Lavallée, Paris, Théâtre du Vaudeville, 27 octobre 1812
- Le Billet trouvé, vaudeville en 1 acte, avec Jean-Baptiste Radet et Desfontaines-Lavallée, Paris, Théâtre des Variétés, 3 mai 1813
- Un petit voyage du Vaudeville, divertissement en 1 acte, pour le retour de la paix, avec Jean-Baptiste Radet et Desfontaines-Lavallée, Paris, Théâtre du Vaudeville, 5 mai 1814
- Les Trois Saphos lyonnaises, ou Une cour d'amour, comédie-vaudeville en 2 actes, avec Jean-Baptiste Radet et Desfontaines-Lavallée, Paris, Théâtre du Vaudeville, 14 janvier 1815.

Chansons
- Chansons populaires composées pour les fêtes du couronnement, avec Jean-Baptiste Radet et Desfontaines-Lavallée, 1804

## Iconographie
- Le peintre P. Davesne a exposé au Salon de 1796 un portrait de Barré, n° 116 bis. Cette œuvre est citée par Villiers et Capelle : Les Rapsodistes au Salon ou les tableaux En Vaudeville. Air J'ai vu la meunière :

« Ce serait être peu galant
Que de ne pas faire
Un petit couplet en passant
À celui qui si gaiement
Fait pour l'ordinaire
Opéra charmant. »
- Le peintre Jacques Augustin Catherine Pajou a représenté Barré, un rouleau de papier sous le bras, où l'on lit : « Mr. Guillaume ou le voyageur inco... », huile sur toile, 0,74 x 0,59, signée et datée Pajou fils, 1804, an XIII.
- Une médaille posthume à son effigie, due au graveur Valentin Maurice Borrel, est conservée au musée Carnavalet (ND 168).

## Source
Cet article comprend des extraits du Dictionnaire Bouillet. Il est possible de supprimer cette indication, si le texte reflète le savoir actuel sur ce thème, si les sources sont citées, s'il satisfait aux exigences linguistiques actuelles et s'il ne contient pas de propos qui vont à l'encontre des règles de neutralité de Wikipédia.